# Amegilla vivida
Amegilla vivida es una especie de abeja excavadora perteneciente al género Amegilla, categorizada en la tribu Anthophorini, de la subfamilia Apinae.
Fue descrita científicamente por el entomólogo inglés Frederick Smith en 1879. Aparece registrada y publicada en una sección de Descriptions of New Species of Hymenoptera in the Collection of the British Museum de 1879.

## Distribución
Se distribuye por varios países del continente africano, entre ellos, Zimbabue, Angola, Sierra Leona, Uganda, Gabón, República Democrática del Congo, Guinea Ecuatorial, Nigeria, Ghana y Liberia.